# Миноносцы типа S-102
Миноносцы типа S-102 — тип миноносцев (по официальной классификации германского флота — миноносцев для открытого моря), состоявший на вооружении Военно-морского флота Германии в начале XX века и в период Первой мировой войны. Всего было построено 6 миноносцев этого типа — S-102 — S-107 (все по программе 1900 года). 4 сентября 1914 года все миноносцы типа были переоборудованы в тральщики и корабли береговой обороны, одновременно произошло их переименование в T-102 — T-107.

## Энергетическая установка
На кораблях типа в качестве ГЭУ были установлены две трёхцилиндровые паровые машины (тройного расширения) общей мощностью 5900 л. с. и 3 котла Торникрофта с давлением 15,5 атмосфер. Максимальные запасы топлива на миноносцах типа составляли 92 тонны угля. Эсминцы не показали на испытаниях проектной скорости развив 27,5 узла при 269 об/мин.

## Вооружение
Миноносцы вооружались тремя 50-мм орудиями. Их торпедное вооружение состояло из трёх однотрубных 450-мм торпедных аппаратов.